# باشگاه فوتبال پاناتینایکوس
باشگاه فوتبال پاناتینایکوس (به یونانی: Π. Α. Ε. Παναθηναϊκός) یک باشگاه فوتبال در شهر آتن در یونان می‌باشد که در سوپر لیگ فوتبال یونان بازی می‌کند.
این باشگاه در تاریخ ۳ فوریه ۱۹۰۸ تأسیس شده است؛ و سابقه ۲۰ قهرمانی درسوپرلیگ یونان، ۱۸ قهرمانی در جام حذفی یونان و ۴ قهرمانی درسوپر جام را دارد.
پاناتینایکوس رقابت طولانی مدتی با المپیاکوس دارد و مسابقهٔ بین این دو تیم، تحت عنوان «شهرآورد دشمنان ابدی» نام‌گذاری شده است.